# 志布志市立出水中学校
志布志市立出水中学校（しぶししりついずみちゅうがっこう）は、かつて鹿児島県志布志市志布志町内之倉にあった市立中学校。

## 概要
市町村合併により志布志市が誕生する以前は、志布志町立出水中学校であった。平成26年1月8日現在の生徒数は19名で、各学年1学級の小規模校であった。

## 沿革
- 1947年（昭和22年） - 志布志町立第三中学校として設置される[1]。
- 1949年（昭和24年） - 志布志町立出水中学校に改称[1]。
- 2006年（平成18年） - 志布志町が松山町、有明町と合併し志布志市となったのに伴い、志布志市立出水中学校に改称。
- 2014年（平成26年） - 志布志市立志布志中学校に統合され廃止される。